# Schloss Friedenstein

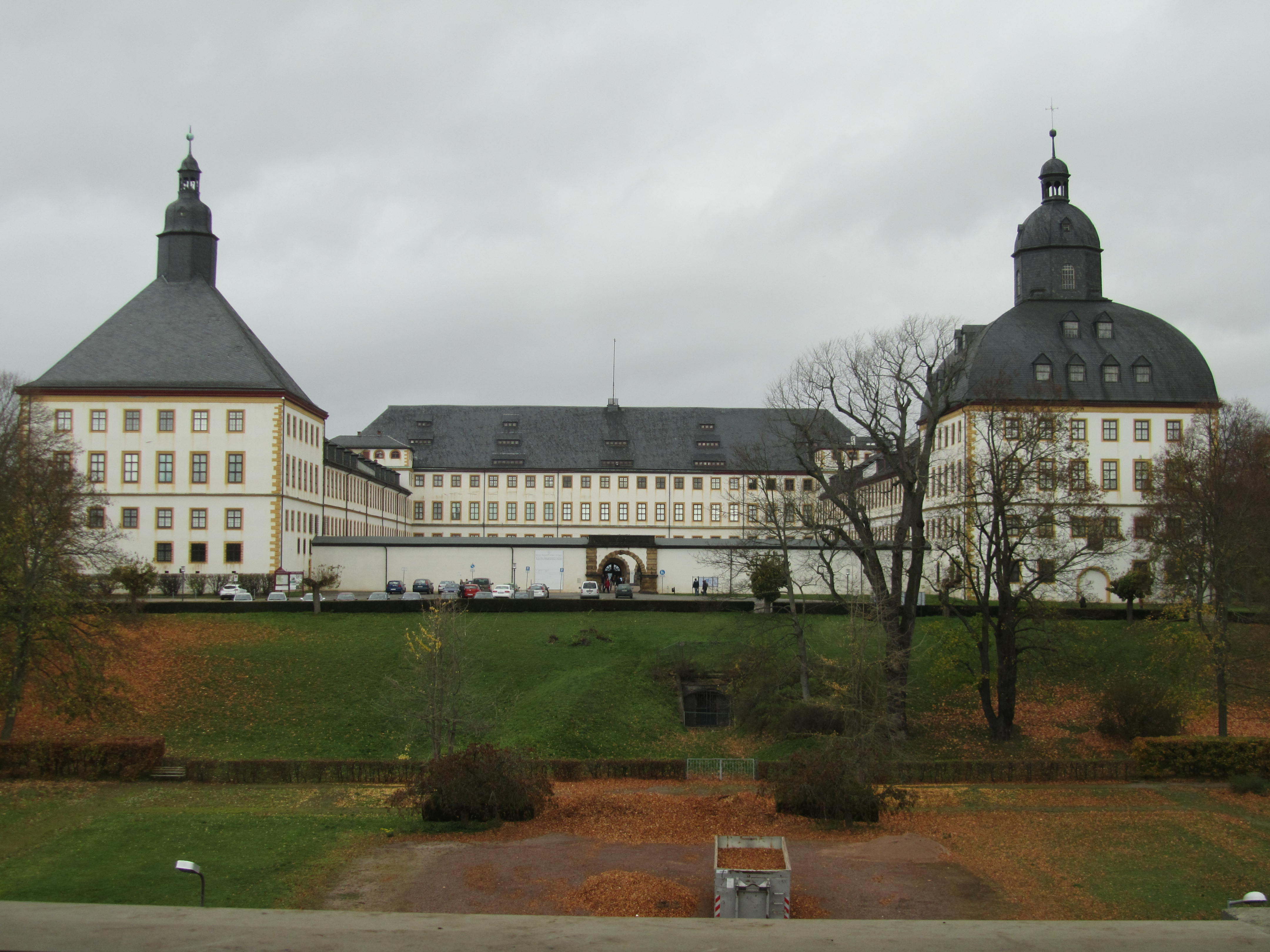
Schloss Friedenstein

Schloss Friedenstein i Gotha i Thüringen i Tyskland är ett slott uppfört i tidig barockstil 1643–1654, på platsen för det 1567 rivna slottet Grimmenstein. Slottet rymmer idag omfattande kulturella samlingar samt före detta bostäder och representationsrum i stilar ifrån barock till klassicism. 

## Historik

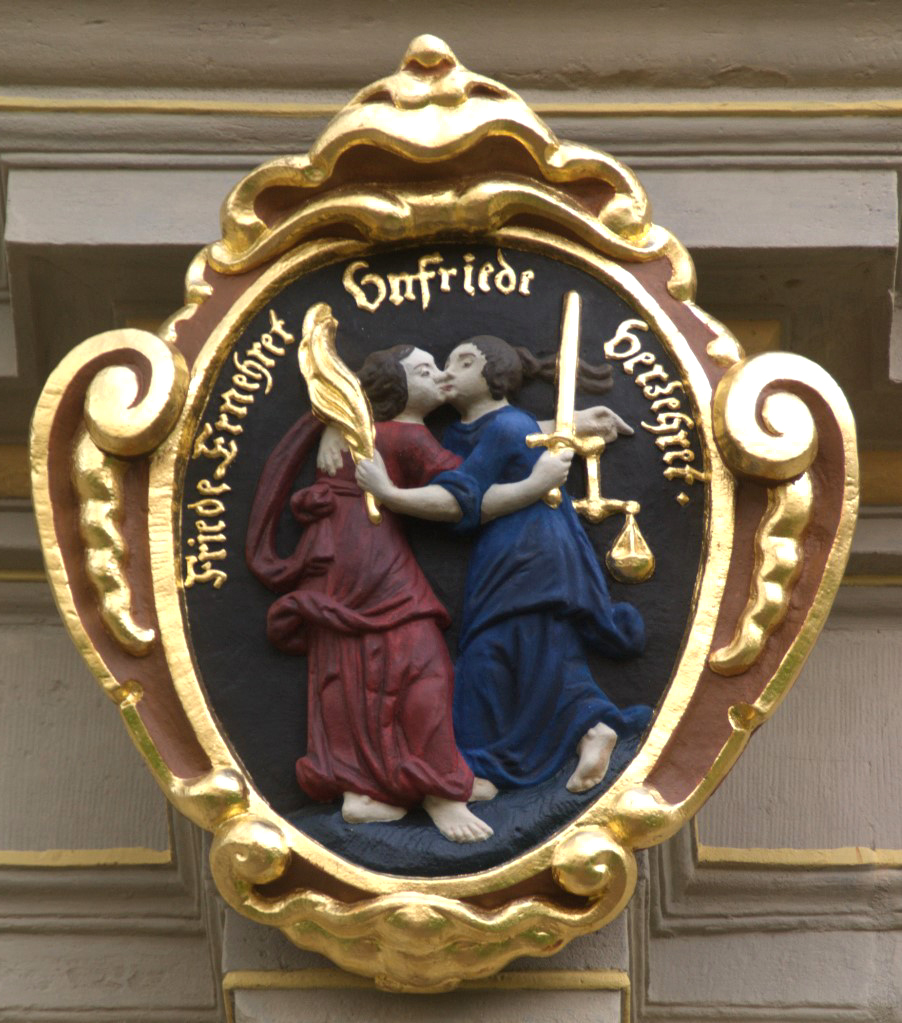
Fredskyssen. Inskriptionen lyder på svenska: freden när, ofreden förtär

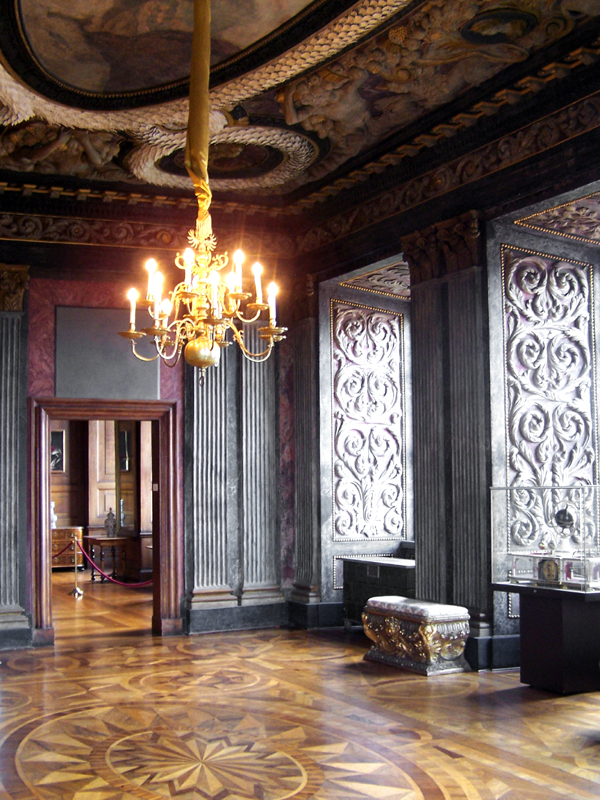
Audienssal, slottsmuseet

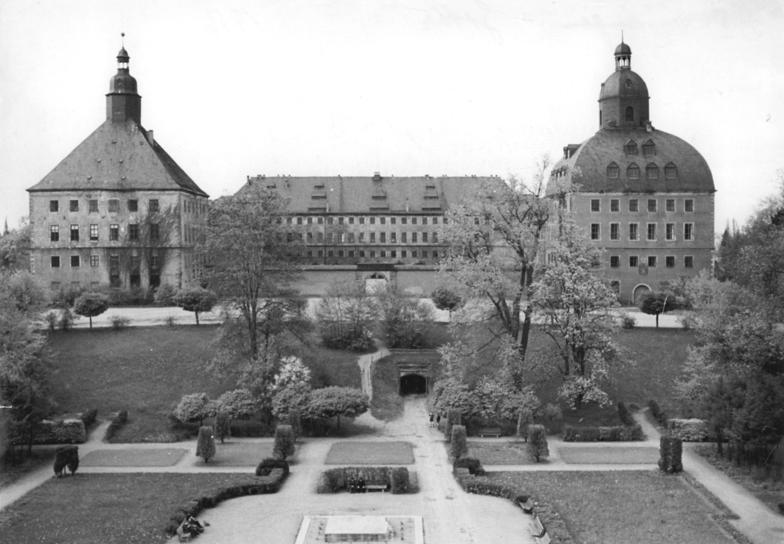
Friedenstein, vy från söder (1956)

Hertig Ernst I av Sachsen-Gotha-Altenburg ("Ernst den fromme") ärvde 1640 Gotha som huvudstad för sitt nya hertigdöme. Eftersom staden inte var lämplig som huvudstad, började han tidigt att planera för ett nytt slott. Under ledning av arkitekten Caspar Vogel och byggmästaren Andreas Rudolph uppfördes slottet från 1643 till 1654. Hertigen eftersträvade fred efter det trettioåriga kriget. Inte bara namnet på det nybyggda slottet minner om den efterlängtade freden, utan också "fredskyssen", en bild vid norra infarten till slottet som placerades där i samband med den Westfaliska freden. 
Från 1654 till 1672 befästes slottet. Under perioden fram till 1675 fungerade slottet som ett kungligt residens för hertig Ernst I. Från 1640 till 1894 var det hertigdömet Sachsen-Gothas, senare Sachsen-Coburg-Gothas, administrativa centrum.
Under Ernst II:s regeringstid (1772–1804) revs befästningarna och ytorna integrerades i parken. Ett litet tillfälligt observatorium, en fysikutställning och en permanent teater (Ekhofteatern) skapades. Samlingar och biblioteket utvidgades även under efterträdarna August (1804–1822) och Fredrik IV (1822–1825).
När ätten Sachsen-Gotha-Altenburg utslocknade gick slottet över till linjen Sachsen-Coburg-Gotha. Slottet har därmed kopplingar till det svenska kungahuset genom Carl XVI Gustafs mor Sibylla av Sachsen-Coburg-Gotha som föddes på slottet.
Det fortfarande mycket viktiga konstsamlingen omfattar idag endast omkring 40 procent av det ursprungliga beståndet. Under andra världskriget evakuerades konstverken av säkerhetsskäl. Efter Third United States Army inmarsch i april 1945 ägde hundratals stölder rum. Sedan Röda armén tågade in i juli 1945 beslagtogs resterna av Gothas konstsamlingar, biblioteket med 330 000 band och myntsamlingen för att under våren 1946 föras till Sovjetunionen. Bland konstverken fanns Älskarna, målad omkring 1480 av en okänd mästare. Cirka 85 procent av de bortförda verken återlämnades 1956 från Sovjetunionen.
Natten till den 13 december 1979 stals från slottet fem värdefulla, bristfälligt säkrade målningar: Frans Hals Porträtt av en ung man, Anthony van Dycks Självporträtt med solros, Jan Lievens Gammal man, Jan Brueghel den äldres Landsväg med vagnar och kor och Hans Holbein den äldres Sankta Katarina. 30 utredare från DDR:s kriminalpolis arbetade förgäves med att återfinna de stulna verken.

## Slottet idag
I dag är olika kultur- och forskningsinstitutioner förlagda till slottet: 
- Slottsmuseet omfattar tidigare privata bostäder och statliga representationslokaler, och har en av Tysklands viktigaste samlingar av klassicistiska skulpturer, inklusive många verk av Jean Antoine Houdon.
- Museet för regionalhistoria och folklore i västtornet byggdes 1928 och rymmer omfattande samlingar om Gotha med omnejd.
- I den östra flygeln är biblioteket inrymt
- Myntsamlingen med 130.000 föremål led stora förluster under efterkrigstiden
- Statsarkivet Thüringen i Gotha inryms i vad som nu är västra flygeln. Samlingarna går direkt tillbaka till 1641.
- Erfurt universitets centrum för samhällskunskap ligger sedan 2009 i det historiska pagehuset.

Befästningens kasematter är delvis tillgängliga för besökare. På de tidigare befästningarna anlades en av de första engelska parkerna i Tyskland.

## Ekhofteatern
Teatern från 1685 är en av de äldsta kontinuerligt använda teatrarna i Tyskland, och ligger i det västra tornet. Den grundades av Fredrik I (1646–1691). Teatern har det enda helt bevarade scenmaskineriet från barocken. Teatern är uppkallad efter dess direktör Conrad Ekhof (1720–1778), känd som "den tyska skådespelarkonstens fader".